# Lisa Taddeo
Lisa Taddeo, född 1980 i Short Hills New Jersey, är en amerikansk författare och journalist. Taddeo har studerat vid Rutgers University och Boston University. Taddeo började skriva korta historier, som publicerades i olika litterära magasin och har senare publicerat längre reportage och romaner.